# Ness of Brodgar
Il Ness of Brodgar è un sito archeologico situato nei pressi del villaggio scozzese di Stenness, nell'isola Mainland (Isole Orcadi), e costituito da un complesso abitativo risalente a un periodo compreso tra il 3500 e il 2300 a.C. (Neolitico). Scoperto nel 2003, è stato in seguito sottoposto a una ventennale opera di scavi, che si è  conclusa nell'agosto del 2024.

## Storia

### Realizzazione
Sebbene il sito sia risalente a un periodo compreso tra il 3500 e il 2300 a.C., le parti visibili sono probabilmente risalenti alla fase di costruzione più recente.
Si ritiene che alcune strutture del complesso abitativo, le cosiddette "Structure 1", "Structure 5",  "Structure 8", "Structure 12", "Structure 14" e "Structure 21", siano state abbandonate attorno al 2900 a.C. 

### Scoperta e scavi
L'area su cui sorge il sito venne esplorata nel 2002 nell'ambito di un progetto di salvaguardia del cosiddetto "Cuore delle Orcadi neolitiche" (patrimonio dell'umanità dell'Unesco).
In seguito, nel marzo del 2003 venne rinvenuto nell'area un oggetto in pietra che inizialmente si riteneva facesse parte di un'urna funeraria dell'età del Bronzo. Venne così intrapresa un'opera di scavi da parte di alcuni studiosi dell'università di Glasgow (tra cui Beverley Ballin Smith e Gert Petersen) che doveva restituire eventuali resti umani: anziché però riportare alla luce i resti di una sepoltura, gli scavi rivelarono invece la presenza di un ampio complesso abitativo risalente al Neolitico.
La prima struttura ad essere rinvenuta, già nel primo anno di scavi, fu la cosiddetta "Structure 1", risalente al 3100 a.C..

## Descrizione
Il sito si trova tra il cerchio di Brodgar e le pietre erette di Stenness (parti del cosiddetto " Cuore delle Orcadi neolitiche") e copre un'area di circa 2,5 ettari.
La più antica struttura del sito è probabilmente la cosiddetta "Structure 1", mentre la più recente è probabilmente la cosiddetta "Structure 10".